# Stéphane Guivarc’h
Stéphane Pierre Yves Guivarc'h (Concarneau, 1970. szeptember 6. –) világbajnok francia labdarúgó, csatár.

## Pályafutása

### Klubcsapatban
1989 és 1991 között a Brestois, 1991 és 1995 között a Guingamp, 1995–96-ban az Auxerre, 1996–97-ben a Rennes, 1997–98-ban ismét az Auxerre labdarúgója volt. 1998-ban az angol Newcastle United, 1998–99-ben a skót Rangers csapatában szerepelt. 1999-ben visszatért Franciaországba. 1999 és 2001 között az Auxerre, 2001–02-ben a Guingamp játékosa volt.

### A válogatottban
1997 és 1999 között 14 alkalommal szerepelt a francia válogatottban és egy gólt szerzett. Tagja volt az 1998-as világbajnokságon aranyérmes csapatnak.

## Sikerei, díjai
Rennes
- Francia bajnokság aranycipőse (1): 1996–97 (22 góllal)

Auxerre
- Francia bajnok (1): 1995–96
- Francia kupagyőztes (1): 1995–96
- Francia bajnokság aranycipőse (1): 1997–98 (21 góllal)

Rangers
- Skót bajnok (1): 1998–99
- Skót kupagyőztes (1): 1998–99
- Skót ligakupagyőztes (1): 1998–99
- UEFA-kupa aranycipős (1): 1997–98 (7 góllal)

Franciaország
- Világbajnok (1): 1998